# Dasyhelea forficata
Dasyhelea forficata är en tvåvingeart som beskrevs av Meillon och Wirth 1989. Dasyhelea forficata ingår i släktet Dasyhelea och familjen svidknott.
Artens utbredningsområde är Senegal. Inga underarter finns listade i Catalogue of Life.